# جسیکا بارت
جسیکا بارت (انگلیسی: Jessica Barth؛ زادهٔ ۱۳ ژوئیهٔ ۱۹۷۸) یک هنرپیشه اهل ایالات متحده آمریکا است. وی از سال ۲۰۰۳ میلادی تاکنون مشغول فعالیت بوده‌است.
از فیلم‌ها یا برنامه‌های تلویزیونی که وی در آن نقش داشته است می‌توان به تد اشاره کرد.